# Latour-Bas-Elne
Latour-Bas-Elne (Catalansk: La Torre d'Elna) er en by og kommune i departementet Pyrénées-Orientales i Sydfrankrig.

## Geografi
Latour-Bas-Elne ligger på Roussillon-sletten syd for Saint-Cyprien, som den næsten er vokset sammen med. Elne ligger 3 km mod vest og Perpignan 17 km mod nord.

## Demografi

### Udvikling i folketal
| 1962                                                              | 1968 | 1975 | 1982 | 1990  | 1999  | 2007  | 2014  | 2017  |
| ----------------------------------------------------------------- | ---- | ---- | ---- | ----- | ----- | ----- | ----- | ----- |
| 555                                                               | 631  | 661  | 945  | 1.346 | 1.711 | 2.057 | 2.372 | 2.797 |
| Tal fra og med 1962 er uden dobbelttælling (sans doubles comptes) |      |      |      |       |       |       |       |       |